# Johann Rhetz
Johann Friedrich Rhetz, auch: Rhetius (* ca. 1633 in Brandenburg; † 6. Oktober 1707 in Berlin) war ein deutscher Jurist.

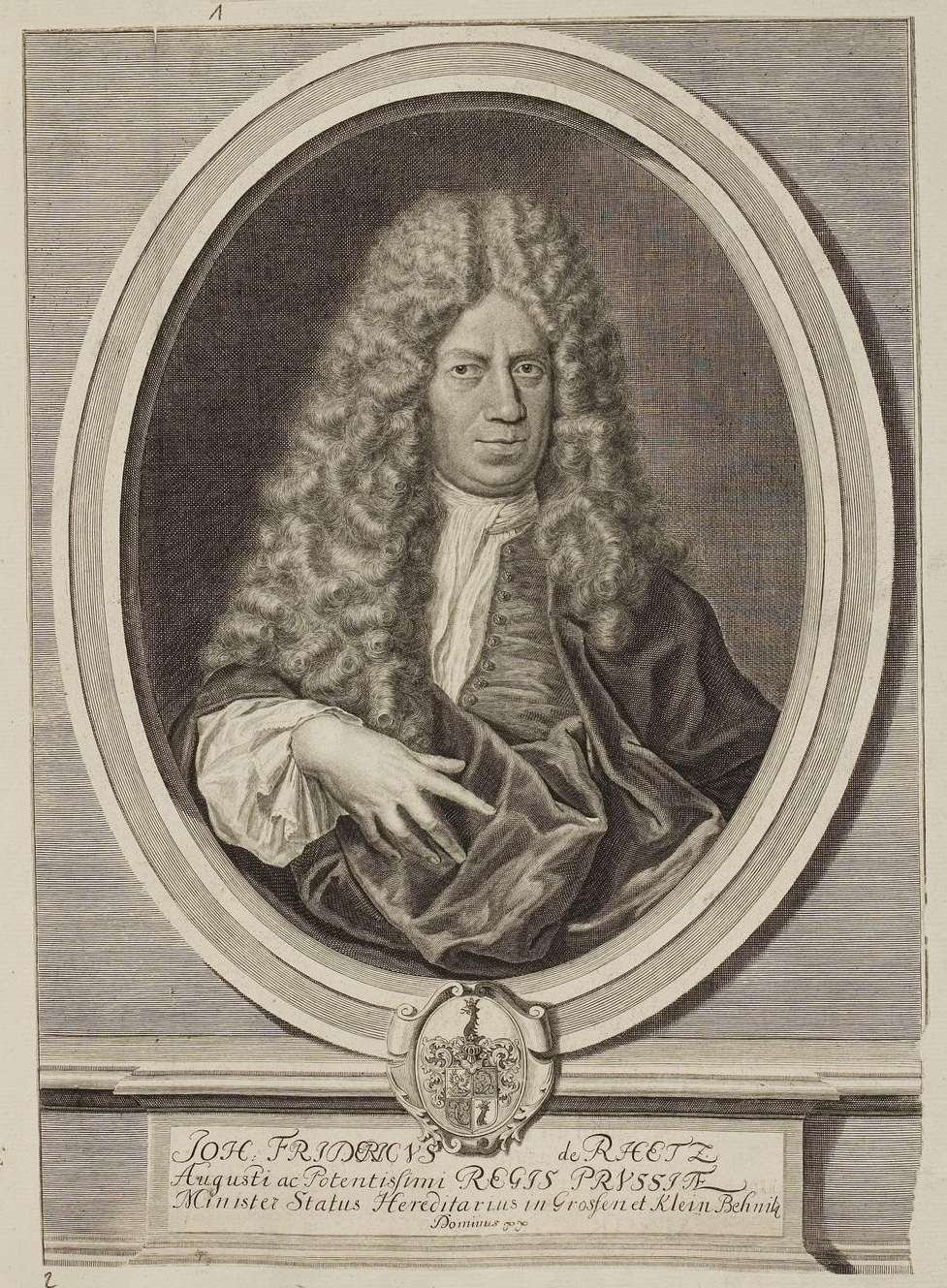
Johann Friedrich Rhetz, Porträt

## Leben
Rhetz studierte Rechtswissenschaft in Wittenberg und an der Frankfurter Universität Viadrina bei Friedrich von Jena und Gottfried von Jena. 1656 erwarb er das Lizenziat, 1660 promovierte er zum Doktor der Rechtswissenschaft. 1673 wurde er Ordinarius an der Juristischen Fakultät der Viadrina. Einer seiner Schüler dort war Christian Thomasius. 1682 wurde Rhetz zum Geheimen Rat berufen und wechselte nach Berlin. Später wurde er Oberkurator der im Jahr 1694 gegründeten Friedrichs-Universität Halle.

## Familie
Er war seit 1673 mit Katharina Elisabeth Decher verheiratet (Sie wurde am 25. Januar 1684 von Kaiser Leopold I. zusammen mit ihren Brüdern in den Reichsadelstand als „von Dechen“ erhoben). Das Paar hatte eine Tochter Margarethe Elisabeth († 6. Oktober 1748), die mit dem General David Gottlob von Gersdorf verheiratet wurde. Der preußische General Karl Gottlieb von Dechen war der Bruder seiner Frau.